# Toast
 Denne artikel bør gennemlæses af en person med fagkendskab for at sikre den faglige korrekthed.

 Der er for få eller ingen kildehenvisninger i denne artikel, hvilket er et problem. Du kan hjælpe ved at angive troværdige kilder til de påstande, som fremføres i artiklen.

Toast, toastbrød eller ristet brød er brød, der er lagt i en brødrister, hvor den vil få en mørkere farve og blive sprødere. Toast spises ofte sammen med smør, der smøres på brødet. 
Den brune farve der forekommer efter at brødet er blevet ristet, kaldes karamelisering. Dette er en fysisk/kemisk reaktion der sker når stivelsen i brødet bliver udsat for høj varme.
Der er flere gange blevet fundet toast med Jesus på.